# ドナルドのキツネ狩り
『ドナルドのキツネ狩り』（ドナルドのキツネがり、原題：The Fox Hunt）は、ウォルト・ディズニー・プロダクション（現：ウォルト・ディズニー・カンパニー）が制作したアニメーション短編映画作品。ドナルドダック・シリーズの第9作である、ドナルド&グーフィー・シリーズ第2作。1931年に公開されたシリー・シンフォニー・シリーズの『キツネ狩り』 (The Fox Hunt) をディズニーキャラクターを交えてリメイクされたものである。ミッキーとミニーとホーレスが10秒出演している。ドナルドダック&グーフィーシリーズではあるが、グーフィーはそこまで出演していない。

## あらすじ
貴族たちは今日も朝早くから馬に乗り優雅にキツネ狩りに出る。犬番のドナルドはキツネ狩り用の猟犬を連れて行くが、まぬけな犬たちはまったくドナルドの言うことを聞かない。ドナルドのことも構わず沼の底を歩き出し、ドナルドをキツネと間違え臭いをかぎだす有様だった。一方、馬に乗り犬の後ろを行くグーフィーがキツネを発見し、キツネ狩りが始まる。キツネを追いかける犬たちを追ってグーフィーは馬を走らせるが、馬が生垣を飛び越えることができず急に立ち止まったため、グーフィーは飛ばされ生垣に突っ込んでしまった。仕方なくグーフィーは馬に障害の飛び越え方を教え始める。
その頃、ドナルドは穴に隠れたキツネをラッパを吹いて穴から出させるも、穴から大量のキツネが出てきてそのうち一匹の尻尾をつかみ、引っ張られながらも穴の開いた丸太の中へ追い詰めた。そこへ現れた貴族たちも大喜び。ところが、ドナルドが丸太の中から引っ張り出すとそれはキツネではなくスカンクだった。丸太に入った時に、入れ替わっていたのだ。貴族たちはスカンクを見て逃げ出すが、ドナルドはその様子を見てきょとん顔。そして、ようやくドナルドもスカンクであることに気付き逃げ出すのだった。

## スタッフ
- 監督：ベン・シャープスティーン
- 作画：クライド・ジェロニミ

## キャスト
| キャラクター   | 原語版               | 旧吹き替え版 | 新吹き替え版 |
| -------------- | -------------------- | ------------ | ------------ |
| ドナルドダック | クラレンス・ナッシュ | 関時男       | 山寺宏一     |
| グーフィー     | ピント・コルヴィッグ | 小山武宏     | 島香裕       |
| ナレーター     | -                    | 土井美加     | -            |

ミッキーマウス、ミニーマウス、クララ・クラックは最後の場面で、馬に乗る貴族として少しだけ登場している。

## 日本での公開

### 収録
- 『ドナルドダック・クロニクル Vol.1 限定保存版』（DVD、ブエナ・ビスタ・ホーム・エンターテイメント、新吹き替え版）
- 『ミッキー＆オールスターズ マジカルセレクション』（VHS、ブエナ・ビスタ・ホーム・エンターテイメント、新吹き替え版）